# しあわせなおとな
『しあわせなおとな』は、日本のシンガーソングライター神山羊の1枚目のミニアルバムである。2019年4月3日発売。発売元は自身の自主レーベルのe.w.e。

## 概要
元々、ボーカロイドプロデューサー「有機酸」として活動していた神山にとってこの名義初のアルバム作品である。
アルバムクロスフェードでは、声優の神谷浩史がナレーションに参加している。
2020年1月8日にメジャー1stシングル「群青」の先行配信に合わせて本作のサブスクリプション解禁が行われた。

## チャート成績
オリコン2019年4月15日付の週間ランキングで最高16位を記録。

## 収録曲
- 通常盤 KMYM-0001
- YELLOW盤 KMYM-0002
- 青い棘盤 KMYM-0003

| 全作詞・作曲: 神山羊。 |                              |        |            |      |
| #                      | タイトル                     | 作詞   | 作曲・編曲 | 時間 |
| 1.                     | 「TV Show (In the Bedroom)」 | 神山羊 | 神山羊     | 0:47 |
| 2.                     | 「YELLOW」                   | 神山羊 | 神山羊     | 2:58 |
| 3.                     | 「青い棘」                   | 神山羊 | 神山羊     | 4:01 |
| 4.                     | 「journey」                  | 神山羊 | 神山羊     | 3:27 |
| 5.                     | 「ユートピア」               | 神山羊 | 神山羊     | 3:50 |
| 6.                     | 「MILK」                     | 神山羊 | 神山羊     | 3:20 |
| 7.                     | 「ゆめでいいから」           | 神山羊 | 神山羊     | 4:10 |
| 8.                     | 「シュガーハイウェイ」       | 神山羊 | 神山羊     | 4:28 |